# Departamento de Rivera
El Departamento de Rivera es uno de los diecinueve departamentos que forman parte de la República Oriental del Uruguay. Ubicado al noreste del país, Su capital es la ciudad homónima Rivera, limitando al oeste con el departamento de Salto, al noroeste, a través de un límite contestado, con el departamento de Artigas, al norte y noreste con la República Federativa del Brasil, al sureste con el departamento de Cerro Largo, y al sur con el departamento de Tacuarembó. Tiene una superficie de 9370 km², ocupando el undécimo lugar entre los departamentos del Uruguay. Conforme al censo de 2023, contaba con una población de 109 299 habitantes.

## Elementos identitarios

### Etimología
El departamento de Rivera debe su nombre al general Fructuoso Rivera, primer presidente del Estado Oriental del Uruguay, que participó en numerosas batallas independentistas contra los portugueses, los brasileños, pasándose de bando para luego ser oficial de los ocupantes portugueses y brasileños y en las guerras civiles contra el Partido Nacional uruguayo y sus aliados, los rosistas argentinos.

### Símbolos

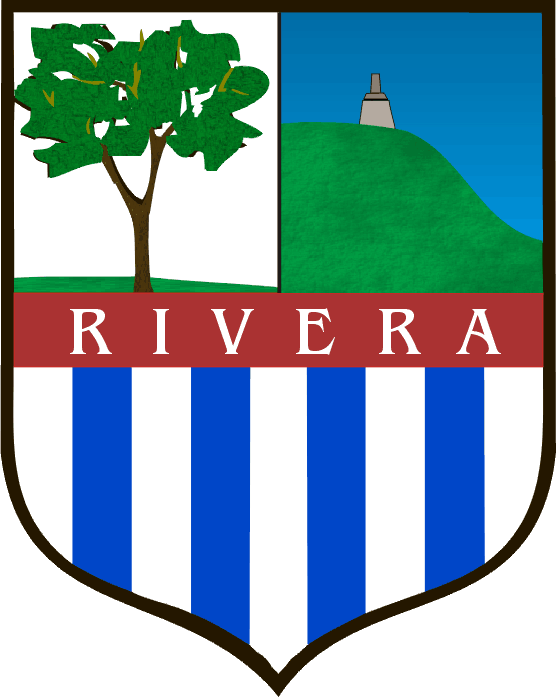
Escudo de Rivera.

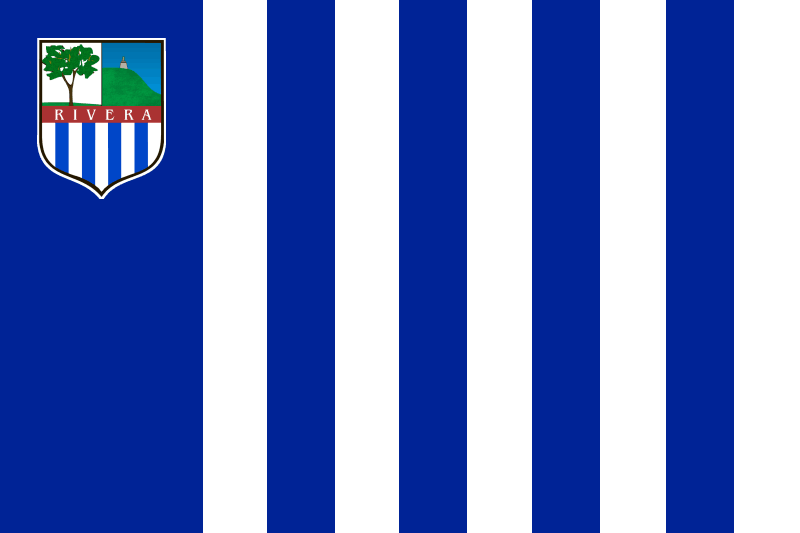
Bandera de Rivera.

#### Escudo
El escudo del departamento, fue adoptado el 13 de agosto de 1938, a través del decreto N.º 2827, y cuyo autor fue Tell Ramis. De acuerdo a este decreto, el escudo departamental es descrito así:

En el cuadro superior a la izquierda, un plátano sobre fondo claro; a la derecha, el Cerro del Marco sobre fondo azul; en la franja central, la palabra RIVERA en letras blancas sobre fondo rojo, y la parte inferior y en forma vertical las nueve franjas de la Bandera Nacional.

#### Bandera
En cuanto a la bandera del departamento, esta fue creada a través de la resolución N.º 3644 del 15 de septiembre de 1998, cuyo diseño resultó de un concurso, siendo su autora Cinthia Castelo Cotiñas. El diseño consta de un rectángulo, el cual en su primer cuarto izquierdo contiene el color azul. En dicho cuarto, y sobre la parte superior, figura el escudo de Rivera. Los otros tres cuartos de la bandera corresponden a las 9 franjas de la bandera de Uruguay en forma vertical.

## Historia
Con el fin de consolidar la frontera con Brasil, y frenar sus influencias, el 7 de mayo de 1862 el gobierno uruguayo creó la «Villa de Ceballos», en honor al virrey español Pedro de Cevallos. Esta estaba ubicada en las proximidades de la villa brasileña de Santa Ana do Livramento, que había sido fundada en 1823. Los primeros pobladores de la Villa de Ceballos fueron uruguayos, argentinos, brasileños, franceses, españoles e italianos. En 1865, al asumir Venancio Flores la presidencia, el nombre de Villa de Ceballos fue sustituido por el de Rivera, en homenaje al militar Bernabé Rivera. Por lo tanto el nombre del departamento hace referencia a Fructuoso Rivera y el nombre de la ciudad a Bernanbé Rivera. Estando homenajeado tanto el tío como el sobrino.
El departamento de Rivera fue creado por ley del 1 de octubre de 1884, que se segregó del departamento de Tacuarembó, con los límites que actualmente posee, mientras que la ciudad de Rivera se convirtió en la capital del nuevo departamento.
En el momento de creación del nuevo departamento, y según la Constitución de 1830, el gobierno departamental era designado por el Poder Ejecutivo, quien establecía un agente del mismo, que poseía el título de Jefe Político, al que correspondía todo lo relacionado con la materia gubernativa. Existía además una Junta Económico Administrativa compuesta por cinco miembros honorarios, que a partir de 1894 fueron elegidos directamente por los ciudadanos. El primer jefe político y de policía del departamento de Rivera fue el coronel José Nemesio Escobar, designado el 2 de octubre de 1884.
Los 20 años posteriores fueron difíciles para el departamento de Rivera, debido principalmente al auge del contrabando de ganado hacia Brasil, además de continuos conflictos con autoridades civiles y militares brasileñas, epidemias de viruela, tifus y disentería, así como por la guerra civil que culminó en Masoller en 1904. A pesar de ello Rivera fue creciendo y desarrollando su pecuaria, contando en 1889 con 1000 habitantes. Además en 1892 fue inaugurado el servicio de ferrocarril, lo que permitió la comunicación con el sur del país.
Durante el siglo XX, Rivera consolidó el proceso en el cual se afirmaron la vigencia de las leyes nacionales y de la soberanía uruguaya en el territorio. Entre otros acontecimientos del siglo XX a nivel departamental se destacan: la inauguración del primer alumbrado público y del empedrado de las primeras calles de la capital en 1901; en 1910 comenzó a funcionar la primera sala de auxilios y se inauguró el servicio de luz eléctrica brindado por la empresa Eguía-Puentes; en 1913 fue inaugurado el liceo departamental. Y ya en 1936, la empresa PLUNA inició sus vuelos, uniendo la ciudad de Rivera con Montevideo, servicio que se mantuvo hasta 1969.

## Gobierno
De acuerdo con el artículo 262 de la Constitución de la República, en materia de administración departamental "el Gobierno y Administración de los Departamentos, con excepción de los servicios de seguridad pública, serán ejercidos por una Junta Departamental y un Intendente. Tendrán su sede en la capital de cada departamento e iniciarán sus funciones sesenta días después de su elección."
Además, "el Intendente, con acuerdo de la Junta Departamental, podrá delegar en las autoridades locales el ejercicio de determinados cometidos en sus respectivas circunscripciones territoriales"(...).

### Ejecutivo
La Intendencia Departamental es el órgano ejecutivo del departamento. El Intendente es electo de forma directa con cuatro suplentes, por un período de cinco años con posibilidad de reelección.

### Legislativo
La legislatura está ejercida por una Junta Departamental compuesta de 31 ediles, con tres suplentes, que acompañan a las listas electorales y son elegidos de forma democrática.Los ediles son los encargados de proponer reformas municipales, decretos e impuestos, así como cualquier otro proyecto que estimen conveniente coordinar con el Intendente. Estos cumplen la función del Poder Legislativo a nivel departamental.

### Municipios
A través de la ley N.º 18653 del 15 de marzo de 2010, fueron creados 3 municipios en el departamento de Rivera, éstos forman parte del tercer nivel de gobierno. Los municipios creados son: Tranqueras, Vichadero y Minas de Corrales
| Mapa | Municipio         | Superficie (km²) | Población (2011) | Sede              |
| ---- | ----------------- | ---------------- | ---------------- | ----------------- |
|      | Minas de Corrales | 381.7            | 3985             | Minas de Corrales |
|      | Tranqueras        | 976.6            | 8190             | Tranqueras        |
|      | Vichadero         | 510.5            | 4048             | Vichadero         |

### Juntas locales
Existen 2 juntas locales, instaladas en pequeñas localidades del interior del departamento, ellas son La Puente y Las Flores.

### Evolución del gobierno departamental
Desde 1830 hasta 1908, los departamentos eran administrados por una Junta Económico Administrativa y un Jefe Político y de Policía, designado por el Poder Ejecutivo. A continuación se detallan los jefes políticos del departamento hasta 1909.
| Período   | Jefe Político                                                                                |
| --------- | -------------------------------------------------------------------------------------------- |
| 1884-1893 | Tte. Cnel. José Nemesio Escobar                                                              |
| 1893-1894 | Cnel. Luis Queirolo                                                                          |
| 1894-1895 | Cnel. Santiago Giuffra                                                                       |
| 1895-1897 | Cnel. Américo Pedregosa                                                                      |
| 1897-1903 | Cnel. Abelardo Márquez                                                                       |
| 1903-1904 | Ing. Carmelo Cabrera                                                                         |
| 1904      | Interinatos sucesivos: Proc. Agustín Ortega, Cnel. Joaquín Machado y Cnel. Teodoro Marcichal |
| 1904-1907 | Cnel. Julio Abellá y Escobar                                                                 |
| 1907-1909 | Cnel. Antonio Foglia Pérez                                                                   |

El 18 de diciembre de 1908 fue promulgada la ley de creación de las Intendencias: «Créase el Departamento Ejecutivo en las Juntas Económico-Administrativas, el cual será desempeñado por un funcionario con el título de Intendente Municipal.» El Intendente era designado por el Poder Ejecutivo, mientras que el Cuerpo Legislativo continuaba siendo la Junta Económico-Administrativa, integrada por nueve miembros elegidos por el pueblo.
A partir de 1920, tras la reforma constitucional de 1917, el Ejecutivo departamental pasó a ser desempeñado por un Consejo de Administración Autónomo, integrado por tres miembros, y una Asamblea Representativa, elegidos por voto popular.
En 1933, se produjo un golpe de Estado, y en 1934 se reformó la Constitución, en la que se establecía el retorno del régimen unipersonal (Intendentes) y fueron creadas las Juntas Departamentales.
Tras una nueva reforma constitucional en 1952, los gobiernos departamentales volvieron al régimen colegiado, con un Consejo Departamental de cinco miembros en el interior del país y de siete en Montevideo. Sin embargo en 1966 se realizó otra reforma constitucional y se retornó una vez más al régimen de intendente unipersonal, manteniéndose la Junta Departamental en las mismas condiciones.
| Período         | Intendente |
| --------------- | --- |
| 1909-1911       | Proc. Agustín Ortega |
| 01/1911-08/1911 | Dr. Gabriel Anollés |
| 08/1911-1917    | Ing. Carlos Bica |
| 1917-1920       | Julio Nano (h) |
| 1920-1923       | Consejo: Baltazar Brum, Geremías de Mello y Nicolás Ceferino Fajardo                                                      |
| 1923-1926       | Consejo: Geremías de Mello, Mauricio Ramis, y Nicolás C. Fajardo                                                          |
| 1926-1929       | Consejo: Atilio Paiva Olivera, Aurelio Carámbula, Abel Segarra (Agustín Bisio por fallecimiento de Atilio Paiva Olivera.) |
| 1929-1932       | Consejo: Hildebrando de Barros, Agustín Bisio y Ernesto P. Sosa                                                           |
| 1933-1934       | Interinatos: Miguel Aguerre Aristeguy, Hildebrando de Barros y Carlos Welker                                              |
| 1934-1938       | Alberto Helguera (Jacinto Chiossoni completó el período)                                                                  |
| 1938-1939       | Antonio Carámbula |
| 1939-1943       | Julio César De Barros |
| 1943-1945       | Dr. Miguel Aguerre Aristegui                                                                                              |
| 1945-1947       | Mario Berrutti Corsini |
| 1947-1949       | Claudio Martín Damboriarena                                                                                               |
| 1949-1951       | Eduardo Pachiarotti |
| 1951-1955       | Orlando Gil Martins |
| 1955-1959       | Consejo: Bernardo Ferreira Ávila, Cipriano González, Guido Machado Brum, Arturo Grau, y Claudio Barboza                   |
| 1959-1963       | Consejo: Juan Carlos Ripoll, César Rodríguez Ibarburu, Zenón Alejandro García, Guido Machado Brum, Carlos De Mello        |
| 1963-1967       | Consejo: Carmelo Sosa, Cirilo García, Walter Saravia, Altivo Esteves, Walter Bravo                                        |
| 1972-1981       | Adolfo B. Gutiérrez |
| 1981-1983       | Intendente Interventor: Cnel. Raúl G. Mermot                                                                              |
| 1983-1984       | Intendente Interventor: Ariel Pereira                                                                                     |
| 1984            | Intendente Interventor: Carlos Gutiérrez Fabris                                                                           |
| 1985-1989       | Dr. Altivo Esteves Freire                                                                                                 |
| 1989-1990       | Edison Santestevan |
| 1990-1995       | Martín Padern (Gabriel Baraibar completó el período)                                                                      |
| 1995-2000       | Walter Riesgo (tras la renuncia del titular el 1 de octubre de 1995 Asdrubal Vázquez Nicolini completó el período)        |
| 2000-2005       | Tabaré Viera Duarte (María Terrón Funes completó el período)                                                              |
| 2005-2010       | Tabaré Viera Duarte (el Dr. Vilibaldo Rodríguez completó el período)                                                      |
| 2010-2015       | Dr. Marne Osorio Lima (el Ing. Abilio Briz completó el período)                                                           |
| 2015-2020       | Dr. Marne Osorio Lima (el Cr. Richard Sander completó el período)                                                         |
| 2020-presente   | Richard Sander |

## Geografía

Mapa físico del departamento de Rivera.

El paisaje geográfico del departamento, se diferencia del paisaje que predomina en casi todo el resto del país, pero se asemeja al de algunas zonas de los departamentos de Tacuarembó, Salto y Artigas. Estas diferencias se dan por la presencia de escarpas basálticas, las cuchillas mesetiformes y los cerros chatos, además de la vegetación subtropical, la cual es favorecida por las temperaturas levemente superiores y las lluvias algo más abundantes que en el resto del país.

### Límites
El departamento de Rivera, limita al oeste con el departamento de Salto, al noroeste a través del límite contestado con el departamento Artigas, al norte y noreste con Brasil, al sureste con el departamento de Cerro Largo y al sur con el departamento de Tacuarembó.

#### Límites oficiales
- Al norte: la cuchilla de Santa Ana desde su unión con la cuchilla Negra hasta la cañada del cementerio; el curso de esta cañada; el gajo sur del arroyo San Luis, formado con la cañada del cementerio y la cañada Cerrillada; una línea imaginaria de 1500 m que va desde el gajo sur del arroyo San Luis hasta el gajo norte del mismo; arroyo San Luis hasta el río Negro.
- Al sur: arroyo Laureles, desde su nacimiento en la cuchilla de Haedo hasta el río Tacuarembó; este río hasta la Picada de Quirino; y la ruta que sale de Tacuarembó hasta Paso Mazangano en el río Negro (gran parte de la actual ruta 44).
- Al este: río Negro desde el arroyo San Luis hasta el Paso Mazangano.
- Al oeste: la cuchilla Negra hasta las nacientes del arroyo de la Invernada.[5]

### Orografía
El departamento está situado sobre todo en la penillanura sedimentaria, aunque también existen zonas de mantos de lavas basálticas y afloramientos del escudo cristalino brasileño. El departamento se divide en tres regiones geo-estructurales principales:
- El sector norte, compuesto por la Escarpa Basáltica con fuertes pendientes, varias quebradas y con suelos brunosoles y litosoles medianamente superficiales.
- El sector centro-sur, formado por la Isla Cristalina Riverense, área de origen precámbrico con suelos brunosoles relativamente profundos y de fertilidad media.
- El resto del territorio norte, noreste y sureste, compuesto por la penillanura sedimentaria, constituida por sedimentos de edad mesozoica, con suelos profundos y medianamente fértiles.

La Cuchilla Negra atraviesa buena parte del territorio riverense en las cercanías de Santa Ana. La sierra de Cuñapirú termina en los cerros de Miriñaque, de los Chivos, y en los "Tres Cerros" (enfilados y con tamaño ascendente, denominados Chapéu, del Medio y Zapato, que dan nombre al Rincón de Tres Cerros).

### Hidrografía
El departamento cuenta con cinco cuencas hidrográficas: la del río Tacuarembó, la del arroyo Cuñapirú, la del arroyo Yaguarí, la del arroyo Caraguatá y la del río Negro.
La cuenca del río Tacuarembó se emplaza en la zona oeste del departamento, con una superficie de 1746 km²; sus principales afluentes son los arroyos Laureles y Lunarejo. La cuenca del Cuñapirú, se extiende completamente dentro de los límites departamentales, abarcando una franja que va desde la frontera con Brasil, en la zona de la ciudad de Rivera, hasta su desembocadura en el río Tacuarembó, junto al límite sur del departamento. Con una longitud de 240 km de cauce principal, esta cuenca cuenta con una extensión de 3502 km², siendo su principal afluente el arroyo Corrales. La cuenca del arroyo Yaguarí abarca una superficie de 1778 km² dentro del departamento, dicho arroyo fluye de norte a sur por 100 km en la zona este del departamento, siendo sus afluentes los arroyos de los Caillava, Amarillo, del Abrojal y Carpintería. La cuenca del río Negro recibe las aguas de los cursos del este del departamento, abarcando una superficie de 1964 km²; este río fluye de norte a sur, sirviendo de límite con el departamento de Cerro Largo; sus afluentes son los arroyos del Hospital y Sarandí. Finalmente, la cuenca del arroyo Caraguatá abarca 360 km², siendo su principal afluente el arroyo Coronilla.

### Clima
Dentro del clima templado subtropical húmedo, presenta altas temperaturas a nivel nacional (alrededor de 18,5 °C promedio), al igual que las precipitaciones (promedialmente 1500 mm anuales). La escasa influencia oceánica genera una importante amplitud térmica.

### Áreas protegidas
El departamento de Rivera cuenta con un área natural protegida dentro de su territorio, esta es el parque natural regional Valle del Lunarejo. La misma forma parte del Sistema nacional de áreas naturales protegidas de Uruguay (SNAP), y se ubica en la zona noroeste del departamento, abarcando un total de 29286 hectáreas. El área posee diversos ambientes naturales (valles, cerros, bosques y pastizales), donde se presentan una amplia diversidad en cuanto a fauna y flora.

## Economía
El valor agregado bruto (VAB) del departamento está representado en un 34% por el sector primario, un 12% por el secundario, y un 54% por el sector terciario (servicios). En cuanto al sector primario, este está básicamente compuesto por la actividad agropecuaria, y en menor medida por la minería. La producción agropecuaria del departamento representa el 5% del total del país. Por otro lado el sector secundario está directamente relacionado con el sector agropecuario, existiendo algunas empresas arroceras, mineras y madereras. Por último, el sector servicios tiene una alta participación en el VAB, al igual que en el resto del país; sin embargo, a diferencia de lo que ocurre en los departamentos más agrarios del país, dónde los servicios surgen debido a la demanda principalmente del sector agropecuario y de las actividades de gobierno, en Rivera los servicios y el desarrollo del comercio responden además a las demandas derivadas de las fuertes vinculaciones fronterizas con Brasil.

### Actividad agropecuaria
En el departamento se destaca la ganadería vacuna de carne, actividad que abarca un 77% del territorio departamental, según el censo agropecuario del año 2000; mientras que la ganadería ovina está menos desarrollada, abarcando sólo un 3,4% del territorio. El departamento cuenta con un stock de ganado vacuno de 672 mil cabezas en el año 2005, lo que representa un 6% del stock nacional. En cuanto al stock ovino, este es de 442 mil cabezas, representando un 4% del total nacional. En lo que respecta a la producción de lana ovina, el departamento se caracteriza al igual que el de Artigas, por producir lana de menores finuras.
El uso del suelo en el departamento, está destinado en un 4,2% del total de superficie a pastoreo, un 7% a las mejoras, mientras que la forestación ocupa un 14% de la superficie. Esta última actividad se encuentra en pleno desarrollo, y el departamento cuenta con 381 000 hectáreas de suelos con aptitud forestal, teniendo en 2004 unas 181 196 hectáreas ya forestadas, lo que lo convierte en el segundo departamento detrás de Tacuarembó, en cuanto a superficie forestada; el pino y el eucaliptus son los géneros plantados, y son principalmente destinado a aserrío. El departamento cuenta además con 63 000 hectáreas de bosque nativo.
La lechería se desarrolla en baja escala, principalmente en la zona próxima de la capital departamental, y en la zona de Vichadero. También existen en el departamento explotaciones
cuya principal actividad es la horticultura y cría de animales pequeños. En el año 2000, las explotaciones de arroz ocupaban un 2% de la superficie total del departamento, con 17 000 hectáreas, algo superior a la ocupada por la lechería y mucho menor que la dedicada a la forestación y ganadería. Por último, el tabaco es un cultivo que se realiza en pequeñas explotaciones en la zona de influencia de la ciudad de Rivera, éstas remiten su producción a la planta de Monte Paz.

### Actividad industrial

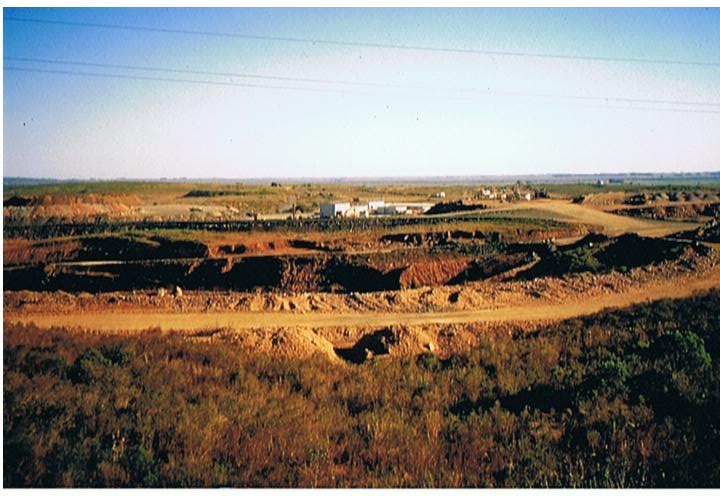
Vista parcial de la Mina San Gregorio, en la zona de Minas de Corrales.

Esta actividad está representada en el departamento por el aserrado de madera, la industria de la minería, el procesamiento de leche, la industria del tabaco y la producción de ladrillos.
Los principales aserraderos del departamento son FYMNSA, URUFOR y TINGELSUR, los que se abastecen de materias primas de sus propias plantaciones. Las empresas producen tablillas para madera estructural y tablas para pallets y fabrican envases de frutas.
En el rubro de la minería, la Compañía Minera San Gregorio, realiza la explotación de oro y minerales metálicos en la zona de Minas de Corrales. La compañía opera en una mina a cielo
abierto, en la cual la roca es arrancada por voladura con el uso de explosivos, y procesa entre 3200 y 3500 toneladas de mineral, obteniendo un promedio de 2 gramos de oro por tonelada de cuarzo removida. Esta producción tiene como destino la exportación.
En cuanto al procesamiento de leche, si bien el departamento no se caracteriza por poseer una actividad lechera muy desarrollada, cuenta con una planta de procesamiento de la empresa CONAPROLE, cuya producción abastece a los departamentos de Rivera, Artigas, Tacuarembó y Salto.
La vitivinicultura está representada principalmente por la bodega Carrau, con cultivos de viñas de las variedades finas: Cabernet Sauvignon, Merlot, Tannat, Chardonnay, Pinot Noir y Sauvignon Blanc. Existen además otras dos bodegas más pequeñas: Vinos del 363 y Vinos Don Noel.

### Actividad de servicios
Está desarrollada sobre la base de la demanda de la actividad agropecuaria, la actividad de gobierno y a la actividad del comercio fronterizo, siendo esta última dependiente de la favorabilidad de tipo de cambio entre el peso y el real. El principal componente de esta actividad son los servicios comunales, sociales y personales (19% del Valor Agregado Bruto), le siguen el comercio, restaurantes y hoteles (17% del VAB), seguido por transporte y comunicaciones (9%) y finalmente servicios financieros, inmuebles y a empresas (8%). El comercio ha crecido en forma importante debido a la valorización del Real. Esto ha traído el desarrollo de los free shop y la instalación de sucursales de grandes cadenas comerciales de Montevideo. En la ciudad de Rivera se encuentra instalada además una de las zonas francas del país desde 1994.

## Comunicaciones, transporte e infraestructura vial

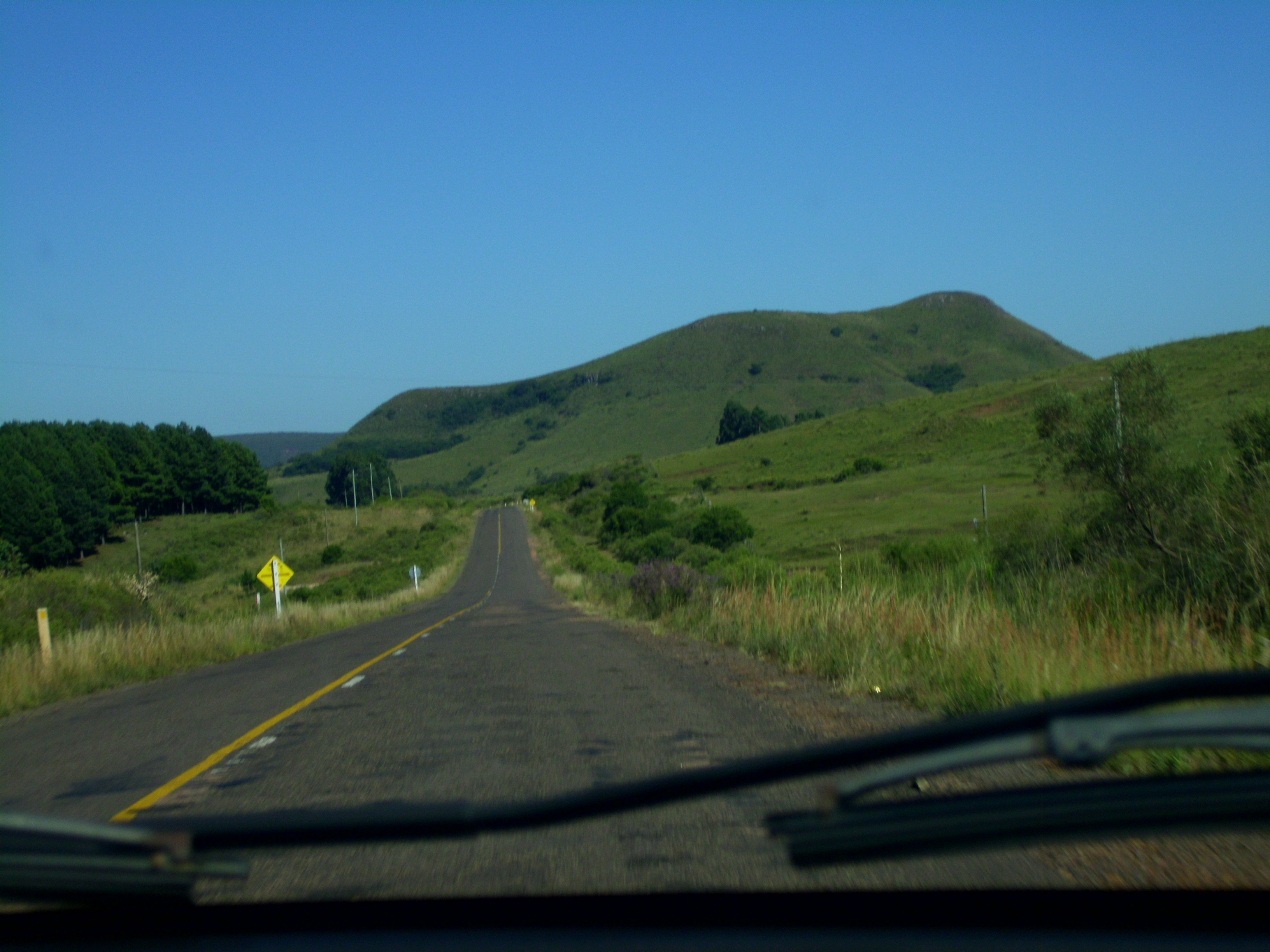
Ruta 30, cerca de la ciudad de Tranqueras.

El departamento de Rivera representa el 5% de la red vial nacional, dicha red posee una densidad por kilómetro cuadrado de superficie menor que el promedio nacional y que el promedio del interior del país. El 16% de la red existente presenta carpeta asfáltica (calidad superior), el 80% presenta tratamiento bituminoso (calidad media), y el 4% es de tosca (calidad inferior).
El departamento cuenta con varias rutas nacionales, que conectan al departamento con el resto del país, con el exterior y comunica entre sí sus localidades, ellas son:
- Ruta 5: nace en Montevideo y atraviesa los departamentos de Canelones, Florida, Durazno y Tacuarembó, para terminar en la ciudad de Rivera, en la frontera con Brasil (un trayecto de 500 km).
- Ruta 6: recorre el país desde Montevideo hasta Rivera, atraviesa el departamento de sur a norte, en la zona este del mismo (zona de Vichadero).
- Ruta 27: atraviesa el departamento de noroeste a sureste, desde Rivera hasta Vichadero.
- Ruta 28: recorre la zona central del departamento en sentido sur-norte, uniendo las rutas 27, 29 y 44, conectando a su vez las localidades de Paso Ataques, Cerros de la Calera y Minas de Corrales.
- Ruta 29: recorre también la zona central del departamento, pero en sentido oeste-este, uniendo las ruta 5, 28, 27 y la frontera con Brasil, a su vez sirve a las localidades de Minas de Corrales y Lapuente.
- Ruta 30: proveniente del departamento de Artigas, ingresa al departamento por la zona noroeste, para finalizar su recorrido en la ruta 5, sirve de acceso a la localidad de Tranqueras.
- Ruta 44: carretera que recorre el límite departamental sur, desde la ruta 28 hasta el río Negro, aunque sus tramos transitables son entre la ruta 28 y el arroyo del Abrojal, y entre la ruta 6 y el río Negro.

Red de carreteras, ferrocarril y aeropuertos del departamento de Rivera.

La ciudad de Rivera es un importante punto internacional tanto de ingreso como de egreso de mercadería por carretera del país, representa un 9% del total del movimiento internacional de carga del país.
El transporte ferroviario está casi limitado al movimiento de cargas, y cuenta con cuatro estaciones en funcionamiento: Rivera, Zona Franca de Rivera, Tranqueras y Paso Ataques. Estas representan un 7% del movimiento ferroviario total del país en cuanto a carga, siendo la madera la principal mercadería transportada por este medio. Sin embargo existe una sola frecuencia diaria de pasajeros de 118 km hasta Tacuarembó. La línea férrea que sirve al departamento es la que une Montevideo con Rivera y, que además se conecta con un ramal internacional de trocha mixta, puesto que el ancho de vía de los ferrocarriles de Brasil es de 1000 mm, menor al ancho de 1435 mm que se encuentra en Uruguay, comunicando Rivera con Livramento.
En cuanto al transporte aéreo, el departamento cuenta con un aeropuerto internacional, el aeropuerto de Cerro Chapeu Presidente Oscar Gestido, ubicado 9 km al sureste de la ciudad de Rivera.

## Demografía y población
Conforme al censo de 2011, en el departamento habitaban 103 493 personas y 39 859 viviendas en el departamento. El 92,7 % de su población era urbana, mientras que el promedio de individuos por hogar era de 2,6. Cada 100 mujeres había 94,9 hombres. Estudios llevados a cabo por el Instituto Nacional de Estadística de Uruguay señalan que la población riverense será de 126 528 habitantes aproximadamente para comienzos de junio del año 2025.
- Tasa de crecimiento poblacional: -0,19% (2011).
- Tasa de natalidad: 17,94 nacimientos/1000 personas (2004).
- Tasa de mortalidad: 8,45 muertes/1000 personas.
- Edad mediana (2010):[14]
  - Promedio: 30,8 años
  - Hombres : 28,9 años
  - Mujeres: 32,4 años
- Esperanza de vida al nacer (2010):[14]
  - General: 76,12 años
  - Hombres: 72,85 años
  - Mujeres: 79,89 años
- Promedio familiar: 2,3 hijos/mujer (2010).[14]
- Ingreso medio mensual per cápita: 8806 pesos uruguayos.[14]

| 35 683        | 77 086 | 82 043 | 89 475 | 98 472 | 104 921 | 103 493 |
| (Fuente: INE) |        |        |        |        |         |         |

 Nota: Los datos estadísticos con anterioridad a 1908 no se consideran en este esquema, debido a que Rivera formaba parte del actual departamento de Tacuarembó en previos conteos poblacionales.

### Nivel de vida
Rivera ocupa el último lugar en la producción per cápita (US$ 2.956, 1999), al igual que el ingreso promedio mensual por hogar (US$ 669, 1999). Es el departamento que posee el mayor porcentaje de personas con tres o más necesidades básicas insatisfechas (NBI) (14,5 %, 1999).

### Lenguas habladas
El idioma oficial de Rivera es el español o castellano, que es asimismo considerado la lengua del Estado uruguayo. Se emplea en las instituciones educativas, en los entes públicos y privados y en todo órgano municipal. No obstante, y debido a la influencia cultural brasileña, el portugués forma parte de la vida cotidiana de la gran mayoría de los habitantes de la capital. 
Esta interacción hispano-portuguesa constante y acentuada ha dado lugar a la formación de un dialecto local denominado portuñol riverense, hablado por más de 70.000 personas tanto en el lado brasileño como en el uruguayo.

#### Portugués Uruguayo
El portugués riverense, también llamado fronterizo, fronteiriço (portugués) o misturado, es un dialecto portugués; es decir, es formado a partir del contacto del portugués y el español. Es hablado en la frontera entre Uruguay y Brasil y, más específicamente, en la zona de las ciudades hermanas de Rivera y Sant'Ana do Livramento. A este tramo de la frontera se lo llama Frontera de la Paz, por la gran integración existente entre los pueblos de ambas naciones.

### Centros urbanos

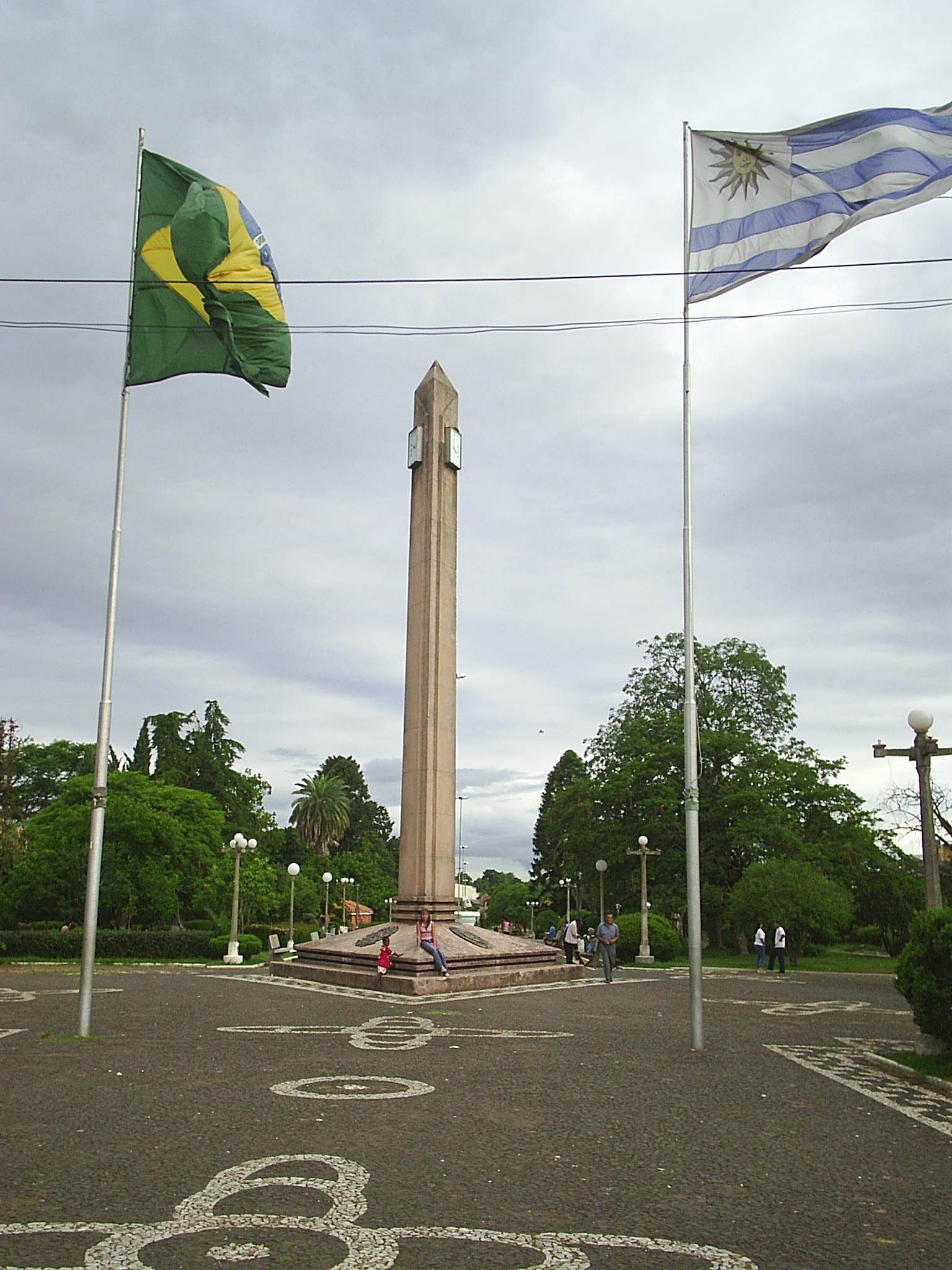
Obelisco de la plaza Internacional, en la "Frontera de la Paz", ciudades de Livramento (Brasil) y Rivera (Uruguay).

La ciudad más importante y poblada es Rivera, la capital del departamento. Otras ciudades y pueblos que presentan cierta relevancia son Tranqueras, Vichadero y Minas de Corrales.
Los siguientes son pueblos o ciudades con una población de 1000 o más personas (datos del censo del año 2023):
| Localidad         | Población |
| ----------------- | --------- |
| Rivera            | 84 775    |
| Tranqueras        | 7743      |
| Vichadero         | 3919      |
| Minas de Corrales | 3642      |

Otras localidades con menos de 1000 habitantes son:
| - Las Flores (359 hab.) - La Puente (321 hab.) - Paso Hospital (295 hab.) - Lagos del Norte (291 hab.) | - Masoller (240 hab.) - Moirones (211 hab.) - Cerro Pelado (128 hab.) - Cerrillada (111 hab.) | - Paso Ataques (107 hab.) - Arroyo Blanco (97 hab.) - Cerros de la Calera (88 hab.) - Amarillo (20 hab.) |

## Servicios

### Salud
Según datos de la Junta Nacional de Salud (JUNASA), en 2009, el 90% de la población riverense estaba incluida en el Sistema Nacional Integrado de Salud (SNIS). De esta población, un 56% se asistía en los servicios de salud pública (ASSE), mientras que el restante 44% tenía cobertura a través de los servicios de asistencia médica colectiva o seguros privados.
El departamento cuenta con dos hospitales de agudos, uno es el Centro Departamental de Rivera (ubicado en la ciudad de Rivera), con 144 camas convencionales y el otro es el Centro Auxiliar de Minas de Corrales, con 17 camas convencionales. En el departamento no se cuenta con camas de cuidados y tratamiento intensivo.

### Educación
En 2006 existían en el departamento 136 escuelas primarias públicas, de las cuales 6 eran exclusivas de educación inicial. Además contaba con 7 centros privados de educación primaria, y uno de educación inicial. En cuanto a educación secundaria, el departamento contaba con 10 liceos públicos (5 de ellos en la capital) y 6 centros privados. La educación técnica (UTU), está representada por 2 escuelas técnicas ubicadas en la capital y 2 escuelas agrarias, una de ellas ubicada en la capital y la otra en Minas de Corrales.
En la ciudad de Rivera, están instalados además, el Instituto de Formación Docente de Magisterio, el Centro Regional de Profesores del Norte, y el Centro Universitario de Rivera, dependiente este último de la UDELAR.

### Seguridad
El mantenimiento del orden público y la prevención de los delitos en el departamento, es competencia de la Jefatura de Policía de Rivera. Esta unidad fue creada el 2 de octubre de 1884, siendo su primer jefe el teniente coronel José Nemesio Escobar.
La Jefatura de Policía, está a cargo de las 10 seccionales policiales en las que se divide el departamento, además de otras unidades y dependencias como la Policía Comunitaria, la Oficina de la Mujer y la Familia, la Cárcel departamental, la Brigada Especial para la Prevención y Represión del Abigeato (BEPRA), el Grupo de Respuesta Inmediata (GRI) y el Plantel de Perros.
Las seccionales policiales, en las que se divide el departamento, tienen su sede (comisaría) en las siguientes localidades:
| - Seccional 1.ª Rivera (Ciudad) - Seccional 2.ª Estación Ataques - Seccional 3.ª Tranqueras - Seccional 4.ª Paso Ataques | - Seccional 5.ª Minas de Corrales - Seccional 6.ª Moirones - Seccional 7.ª Lapuente | - Seccional 8.ª Vichadero - Seccional 9.ª Rivera (ciudad) - Seccional 10.ª Rivera (ciudad) |

## La frontera

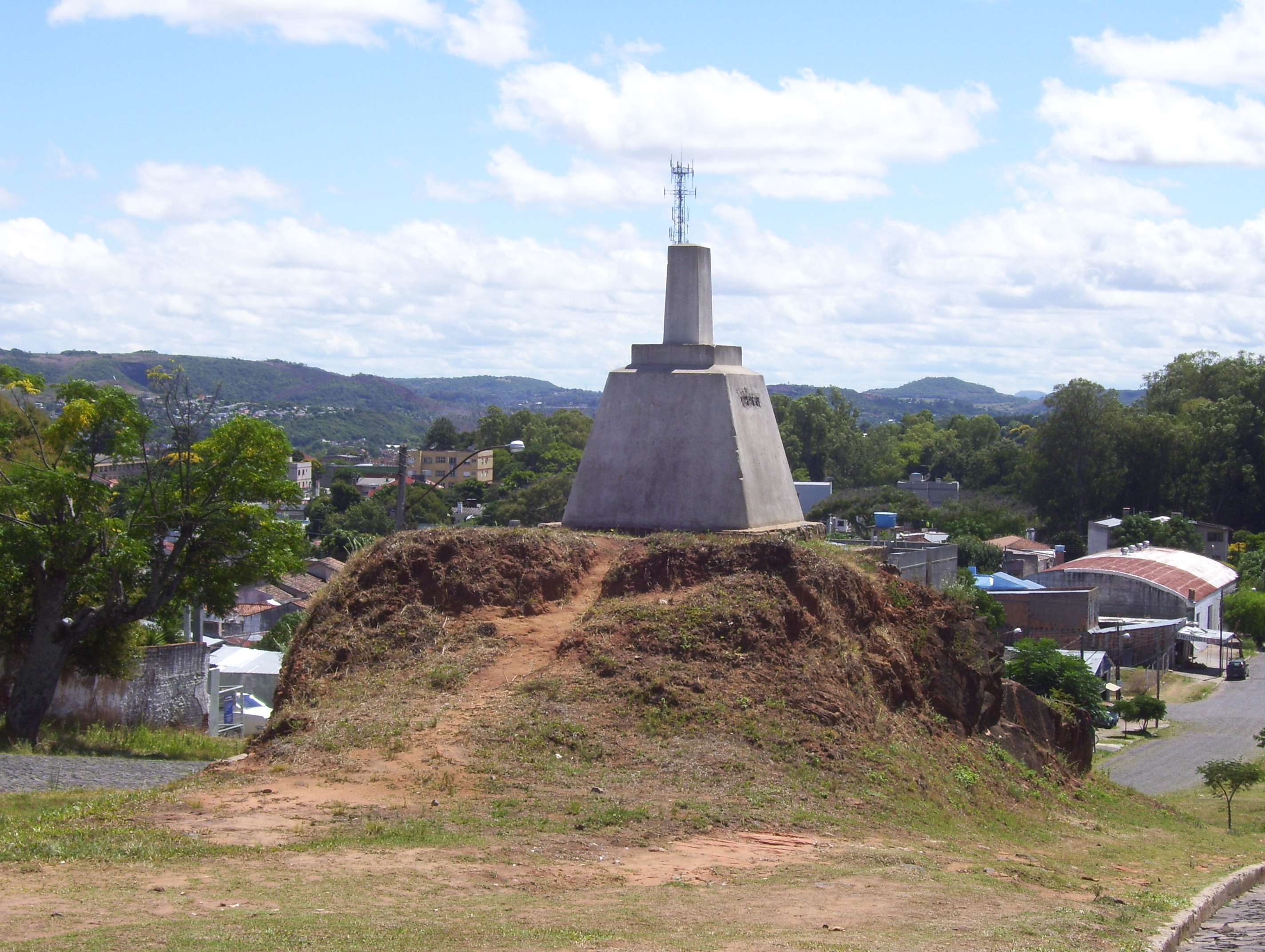
Uno de los marcos que indica la línea divisoria entre Brasil y Uruguay, ciudades de Rivera y Livramento.

El departamento de Rivera, limita al norte y este con los municipios brasileños de Santana do Livramento y Dom Pedrito, con el primero existe una línea divisoria de 97,86 km de longitud, a lo largo de la cual existen 1074 marcos, y sobre 7,3 km de esta línea se encuentran emplazadas las capitales correspondientes. En este caso, la línea divisoria a pesar de delimitar soberanías, une ambas ciudades; esto se refleja en varios aspectos: las calles continúan del otro lado, como si se tratara de una única ciudad, salvo porque se le atribuyen diferentes nombres; el idioma empleado; la influencia arquitectónica recíproca en las diferentes construcciones; entre otros. El límite entre las ciudades de Rivera y Livramento, sigue las líneas generales de la divisoria de aguas que establece la Cuchilla de Santa Ana, la que se estableció en el tratado de límites de 1851. Esta frontera ha sido un factor nucleador de población de la región, el desarrollo de ambas ciudades llevó a la unión de las mismas sobre la línea fronteriza. La población de las mismas fluctúa de un lado y del otro de acuerdo al tipo de cambio de monedas, y a la oferta laboral, entre otros factores, aprovechando así las ventajas en las tarifas de servicios.
Esta proximidad se traduce en una integración social, cultural, comercial, de influencias mutuas, de hábitos compartidos, y costumbres que se intercambian. El 26 de febrero de 1943, fue inaugurado el Parque Internacional, sobre la línea divisoria, la cual representa la integración de estas dos ciudades.